# Vía ferrata

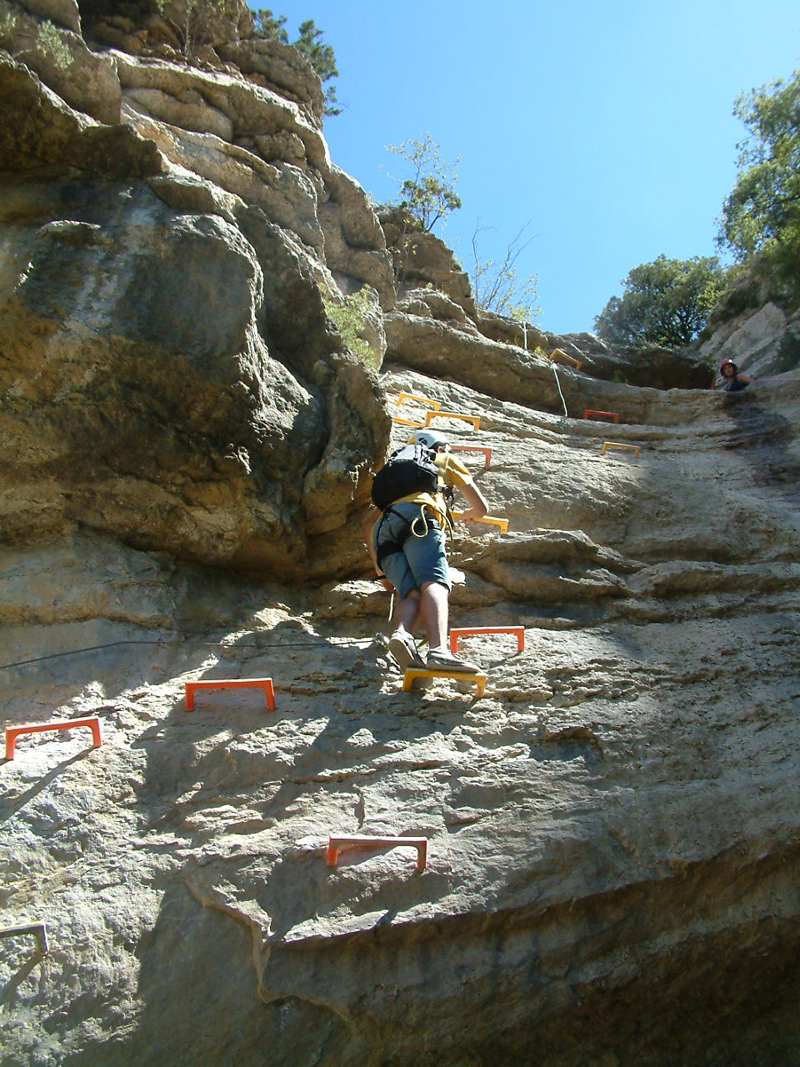
Cascada Federica en la Ferrata Olmo-Urquiza, Montsec d'Ares.

Una vía ferrata es un itinerario tanto vertical como horizontal (franqueo) equipado con diverso material: clavos, grapas, presas, pasamanos, cadenas, puentes colgantes y tirolinas, que permiten el llegar con seguridad a zonas de difícil acceso para senderistas o no habituados a la escalada. La seguridad corre a cargo de un cable de acero instalado en toda la vía y el arnés provisto de un disipador de energía y mosquetones especiales de vía ferrata (marcados con una k) que aseguran en caso de caída. La zona clásica de vías ferratas se encuentra en los Dolomitas, los Alpes italianos, aunque también se las encuentra en gran número en Francia, Suiza, Alemania y poco a poco en España.

## Historia

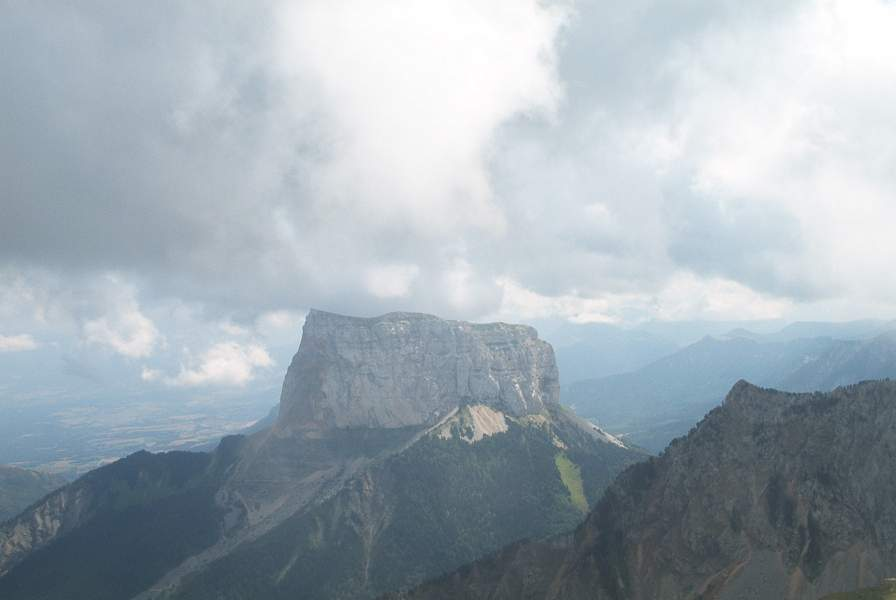
Mont Aiguille cuna del alpinismo, Francia.

En el año 1492, el capitán François Antoine de Ville con algunos ayudantes, siguiendo las órdenes del rey Carlos VIII de Francia, consigue llegar a la cima del hasta entonces inexpugnable Monte Aiguille. Esta hazaña representa el nacimiento del alpinismo.

### Las primeras vías ferratas en Europa
La primera vía ferrata en sí se instaló en 1843 en Austria, cuando se prepara la vía más utilizada al pico Hoher Dachstein, con la finalidad de hacerlo más accesible. Posteriormente, se equiparon vías en el monte Großglockner (Austria) en 1869, y en la Marmolada (Italia) en 1903.

Posteriormente en la Primera Guerra Mundial se equipan senderos con fines militares en Los Dolomitas, en la guerra Austrohúngaro contra Italia, hasta que el fin de la guerra convirtió estos caminos en senderos deportivos y de ocio.

### Vías ferratas hoy en día en España
En España, pioneros como Antonio García Picazo instalaron las primeras vías ferratas a partir de 1990. Una de las primeras fue instalada en la Montaña de Montserrat, la Vía ferrata Teresina, si bien otros caminos fueron equipados anteriormente en la Sierra del Cid, Sierra de Guara y en el Parque nacional de Ordesa y Monte Perdido, las conocidas clavijas de Cotatuero, instaladas por el herrero de Torla Bartolomé Lafuente y Miguel Bringola a instancias de un cazador inglés a finales del XIX, en 1881. Son un total de treinta y dos hierros entre clavijas y alguna grapa, que salvan una pared con un gran patio en el circo final de Cotatuero.

## Material de seguridad

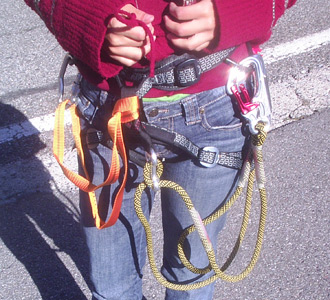
Material imprescindible para realizar una vía ferrata.

1. Casco: imprescindible para prevenir los daños de una caída fortuita de piedras.
2. Arnés: es preferible uno regulable en las piernas. Esto facilita el ponérselo, independientemente de la ropa que se use en cada estación.
3. Disipador de energía: elemento que en caso de caída amortiguará el golpe. Hay de diferentes tipos. Está terminantemente prohibido hacer una vía ferrata sin este tipo de disipadores.
4. Tercera baga: no es considerada imprescindible pero otorga seguridad y permite descansar.
5. Ocho y cuerda: para regresar rapelando, en pasos difíciles y para asegurar ferrateros indecisos.
6. Guantes: como las grapas son de hierro, sirven para protegerse y evitar daños en las manos.
7. Calzado: se recomienda calzado cómodo, con suela gruesa y que no resbale. No es necesario un calzado muy técnico.

## Avanzar por una vía ferrata

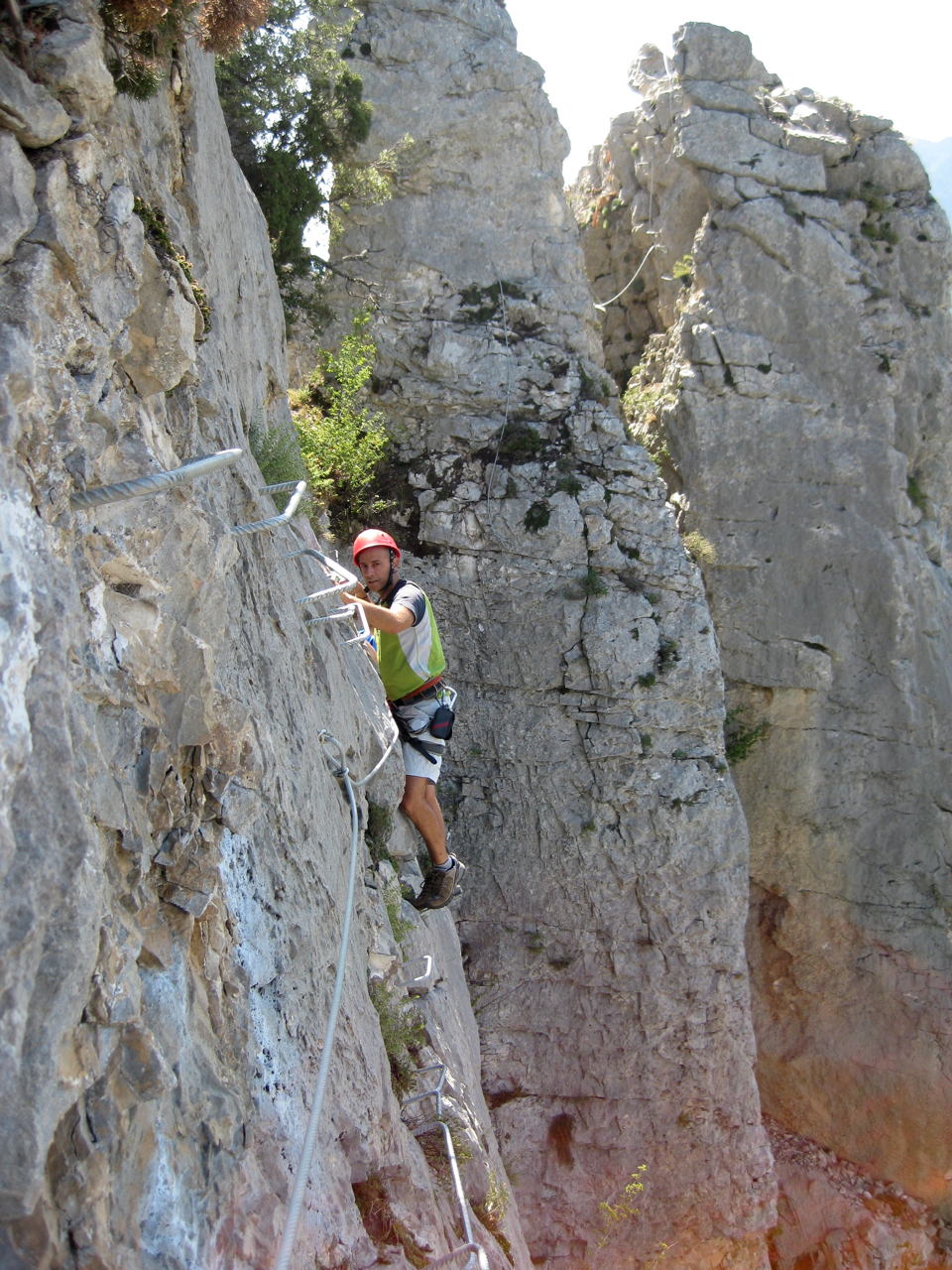
Ferrata Foradada del Toscar. Tramo final más fácil.

Siempre uno de los dos mosquetones del disipador debe estar anclado. Nunca se debe hacer un cambio del disipador con los dos mosquetones a la vez. Hay que asegurarse que los mosquetones siempre se cierran, ya sean semiautomáticos de vía ferrata como los de rosca o de la tercera baga. Los dos mosquetones del disipador deben estar mirando al lado contrario a la pared de roca, esto evita que puedan abrirse con el roce de la roca. Anteriormente se recomendaba que estén contrachapados. Es decir, los cierres-roscas uno hacia la roca y otro hacia el lado contrario, pero se ha demostrado que esto produce situaciones de peligro.
Con disipadores de placa, la cuerda sobrante que ha de correr en caso de disiparse ha de estar suelta totalmente. No hay que enrollarla en ninguna parte porque entonces no disiparía. Suele haber unos ganchos de plástico para que no moleste la cuerda sobrante y que saltan en caso de caída. Nunca deben ir dos personas ancladas en el mismo tramo de cable, es decir, entre anclaje y anclaje del cable de vida a la pared. Sobre todo en tramos verticales, ya que si cae el primero arrastraría al segundo.
Evitar tirar piedras al progresar, ya que habrá más gente subiendo. En caso de haber piedra suelta, ir lo más cerca posible del predecesor para poder esquivar las piedras grandes que caigan antes de que tomen velocidad. Si hay anillas o baldas pequeñas donde no cabe toda la mano, son para los pies. No meter los dedos porque en caso de caída pueden amputarse las falanges por palanca.
Lo más importante es ir seguro en cada paso, por tanto no se ha de hacer las cosas deprisa. En la montaña se suele decir que la «prisa mata». Hay que avanzar con pies y manos sobre los peldaños de hierro e ir pasando el disipador por el cable de vida. Esto es lo básico. A veces no hay peldaño de hierro, así que se tendrá que usar la roca directamente. De hecho, es lo ideal, cuanto más agarre a la roca mejor, aunque esto suele pasar pocas veces si hay peldaños puestos.
Si se quiere descansar, colgarse de la tercera baga a un peldaño o punto fijo y se pueden soltar los brazos (e incluso las piernas). Si se quiere descansar a mitad de un tramo, buscar una posición cómoda y/o anclarse de la tercera baga para relajar brazos. Siempre se debe mirar a los que vienen después de uno, para saber si también están en situación cómoda antes del descanso. En la medida de lo posible, no tomarse del cable de vida, porque no está puesto para ello y es muy cortante.
Los mosquetones del disipador siempre es mejor llevarlos por encima de los brazos y cintura, porque si no suelen quedarse atrás y hay que retroceder un paso.
En tramos desplomados, es muy útil la tercera baga para quedarse colgado y poder utilizar los brazos para pasar el disipador en el cable de vida o para afrontar el siguiente paso. La tercera baga se suele poner en el peldaño más arriba que se llegue. Luego, con un brazo se hace la fuerza de subir, quitar la baga, avanzar pies, avanzar mano y volver a poner la baga cuando ya no se pueda mantener más la fuerza.
En tramos de franqueo donde no hay donde poner los pies, lo mejor es utilizar de nuevo la tercera baga para poner las plantas de los pies en la pared y hacer fuerza con la cadera hacia afuera, así también descansan los brazos. Incluso se puede progresar así, arrastrando el mosquetón de la tercera baga por el cable de vida. Cuando haya que pasar disipador y baga al siguiente tramo del cable de vida tocará hacer fuerza de brazos de nuevo.

## Tipos de terreno
Una pequeña explicación de las diferentes zonas que hay en vía ferrata, tipos de accidente geológico o métodos artificiales de progresión:
1. Caminos andando o canales equipados.
2. Paredes verticales
3. Paredes desplomadas
4. Franqueos laterales
5. Puentes (tibetano, nepalí, etc)
6. Empotrados o chimeneas
7. Resaltes (mini-desplomados)

## Caminos equipados
Los caminos equipados son caminos con itinerarios variopintos, parecidos a las vías ferratas, con elementos que ayudan a progresar en las partes más verticales y expuestas. En esencia son senderos donde sobre todo se camina y hay clavijas o cadenas que ayudan a avanzar puntualmente. Se puede englobar en esta categoría a las Clavijas del Cotatuero y la ascensión a la Gorra Frígia (desequipada) en Montserrat.

## Listado de vías ferratas en España
- Niveles: A=fácil a E=muy difícil

- Niveles de dificultad de la nueva escala Hüsler: K1 = Fácil, K2 = Poco difícil, K3 = Algo difícil, K4 = Difícil, K5 = Muy difícil, K6 = Extremadamente difícil

### Vías ferratas en laComunidad Valenciana
| Nombre de la vía ferrata | Localidad             | Región               | Provincia | Dificultad | Resumen de la vía |
| ------------------------ | --------------------- | -------------------- | --------- | ---------- | --- |
| Ferrata de Redován       | Redován               | Comunidad Valenciana | Alicante  | D / K5     | La segunda más grande de España. Tiene un tramo familiar de dificultad baja y otro de dificultad muy alta, con varias balconadas con vistas, puentes tibetanos y la única en Europa con bisagra de paso en suspensión en el aire con más de 200 m en el vacío. Inaugurada en 2018. |
| Ferrata de Ponoig        | Polop de la Marina    | Comunidad Valenciana | Alicante  | B          | . Subida con clavijas. |
| Ferrata del Cid          | Petrel                | Comunidad Valenciana | Alicante  | C          | . Subida a la Silla del Cid |
| Ferrata de Villena       | Villena               | Comunidad Valenciana | Alicante  | C-B        | . Subida en dos tramos, uno vertical y un segundo de baja dificultad |
| Ferrata Les Marujes      | Tavernes de Valldigna | Comunidad Valenciana | Valencia  | C          | Archivado el 12 de diciembre de 2013 en Wayback Machine.. Puente tibetano al principio, tramo vertical 60m con escalones alejados y expuesto, buena seguridad. Dos tramos más fáciles                                                                                              |

### Vías ferratas enAragón
| Ferrata Croqueta de Obarra            | Monasterio de Obarra | Aragón | Huesca | D - K4 | Ferrata difícil, solo recomendada para experimentados.                               |  |  |
| Vía Ferrata de Santa Elena de Biescas | Biescas              | Aragón | Huesca | A - K1 | Ferrata de iniciación.                                                               |  |  |
| Ferrata de Sacs                       | Benasque             | Aragón | Huesca | C      | Larga, alpina y exigente vía ferrata.                                                |  |  |
| Vía Ferrata del Canfranero            | Canfranc Estación    | Aragón | Huesca | A      | [ 5 ]                                                                                |  |  |
| Vía ferrata de Broto - Sorrosal       | Broto                | Aragón | Huesca | B      | Nuevo itinerario en la Cascada del Sorrosal.                                         |  |  |
| Vía ferrata de Broto - Los duendes    | Broto                | Aragón | Huesca | B      | Vía ferrata de iniciación en Broto.                                                  |  |  |
| Vía ferrata El escuacho               | Escarrilla           | Aragón | Huesca | K4     | Inaugurada en 2022 como K4. Hay una ampliación prevista con tramos K5.               |  |  |
| Ferrata del Santo Cristo - Olvena     | Olvena               | Aragón | Huesca | B      | Camino equipado en el congosto de Olvena                                             |  |  |
| Ferrata del Espolón de la Virgen      | Rodellar             | Aragón | Huesca | B      | Ferrata aérea a la Ermita de la Virgen                                               |  |  |
| Vía ferrata del Puente                | Rodellar             | Aragón | Huesca | A      | Vía Ferrata para iniciarse.                                                          |  |  |
| Vía ferrata del Castellaso            | Sesué                | Aragón | Huesca | C      | . Ferrata en el Pirineo.                                                             |  |  |
| Clavijas de Cotatuero                 | Torla                | Aragón | Huesca | D      | . Camino equipado desde 1881.                                                        |  |  |
| Ferrata de Peñas Juntas               | Bierge-Huesca        | Aragón | Huesca | B      | . Ferrata con puente tibetano de 26 m                                                |  |  |
| Vía ferrata de Foradada del Toscar    | Foradada del Toscar  | Aragón | Huesca | C      | . Ferrata con ambiente.                                                              |  |  |
| Canal del Palomo                      | Vadiello             | Aragón | Huesca | C      | . Canal equipada con nuevo equipamiento y clavijas                                   |  |  |
| Peña Rueba                            | Murillo de Gállego   | Aragón | Huesca | C      | . Dos vías ferratas a la cima de Peña Rueba, mirador natural de los Mallos de Riglos |  |  |
| Varela Portillo                       | Murillo de Gállego   | Aragón | Huesca |        |                                                                                      |  |  |
| Riglos · Cubilillo os Fils            | Riglos               | Aragón | Huesca | C      | . Subida por clavijas hasta el mirador de los buitres                                |  |  |
| Peña del Moral                        | Graus                | Aragón | Huesca |        |                                                                                      |  |  |
| Articalena                            | Valle de Hecho       | Aragón | Huesca |        |                                                                                      |  |  |
| Lizarra                               | Aragüés del Puerto   | Aragón | Huesca |        |                                                                                      |  |  |
| Ferrata de San Miguel                 | Nueno                | Aragón | Huesca |        |                                                                                      |  |  |
| Ferrata de Castellote                 | Castellote           | Aragón | Teruel | A      | . Ferrata al castillo Templario de Castellote.                                       |  |  |
| Ferrata del Castillo Peñaflor         | Huesa del Común      | Aragón | Teruel | A      | Ferrata ideal para iniciarse, corta y con abundantes rellanos.                       |  |  |
| Vía ferrata del Amadeo                | Huesa del Común      | Aragón | Teruel | B      | Ferrata corta y divertida con un pequeño extraplomo.                                 |  |  |
| Fuentespalda · Torreta dels Moros     | Fuentespalda         | Aragón | Teruel | A      | Ferrata de iniciación con un inicio muy desplomado.                                  |  |  |

### Vías ferratas enCataluña
| Nombre de la vía ferrata                              | Localidad                | Región   | Provincia | Dificultad | Resumen de la vía |
| ----------------------------------------------------- | ------------------------ | -------- | --------- | ---------- | --- |
| Vía Ferrata La Trona                                  | La Mussara, Vilaplana    | Cataluña | Tarragona | K2         | Latrencanous Ideal para iniciación. |
| Vía Ferrata Tossal de les Venes de Rojalons           | Rojalons                 | Cataluña | Tarragona | K3         | Único en España por su tramos subterráneo. Actualmente cerrado tras un accidente.                                                                            |
| Vía Ferrata Patacons                                  | La Mussara, Vilaplana    | Cataluña | Tarragona | K3         | Nueva vía ferrata con múltiples puentes. |
| Vía Ferrata de Sant Martí de Sarroca (desequipada)    | Sant Martí de Sarroca    | Cataluña | Barcelona | E          | Corta pero difícil vía ferrata. |
| Vía Ferrata Regina-Oliana (desequipada)               | Oliana                   | Cataluña | Lérida    | E          | Larga y espectacular vía ferrata. |
| Vía ferrata Cala del Moli                             | Sant Feliu de Guixols    | Cataluña | Gerona    | K3         | Reabierta (06-2013). Espectacular vía ferrata, una de las vías más populares de Cataluña. La única colgada sobre el mar.                                     |
| Vía ferrata Roca de la Creu                           | Ribes de Freser          | Cataluña | Gerona    | B-C        | Nueva vía ferrata 04-2017 con sube y bajas más un par de puentes interesantes, tiene unas vistas espectaculares del Vall de Ribes.                           |
| Vía Ferrata Teresina (cerrada y desequipada)          | Montserrat               | Cataluña | Barcelona | E          | La clásica de Montserrat y pionera en España. |
| Vía Ferrata Las Damas                                 | Montserrat               | Cataluña | Barcelona | D          | Otra exigente vía ferrata en Montserrat. |
| Joc de l'Oca                                          | Montserrat               | Cataluña | Barcelona | E          | Archivado el 30 de abril de 2006 en Wayback Machine. Canal equipado con cables y cadenas. No es una vía ferrata, ya que carece de grapadas y cables de vida. |
| Vía Ferrata Baumes Corcades                           | Centelles                | Cataluña | Barcelona | C-D        | Puente nepalí de 69 metros. Es de las vías más concurridas.                                                                                                  |
| Vía Ferrata Morera de Montsant                        | Morera del Montsant      | Cataluña | Tarragona | K3         | Reabierta 2015. Es una variada vía ferrata con dos puentes.                                                                                                  |
| Vía Ferrata Gorgues de Salenys                        | Romanyà de la Selva      | Cataluña | Gerona    | B          | Vía ferrata cortita. Para iniciarse. |
| Vía Ferrata Urquiza-Olmo                              | Corçà                    | Cataluña | Lérida    | C          | Otra clásica, com mucho encanto. |
| Vía Ferrata Roques de l'Empalomar                     | Vallcebre                | Cataluña | Barcelona | D          | Primera ferrata en el Bergadá. |
| Vía Ferrata Puig Arnau de Canalda                     | Canalda                  | Cataluña | Lérida    | B          | Vía de salida rápida del barranco de l'Urdell |
| Vía Ferrata Saturnino Sanchís Escuin                  | Sant Carles de la Ràpita | Cataluña | Tarragona | B          | Vía Ferrata corta con vistas preciosas a Delta de Ebro. |
| Vía Ferrata Can Puig de Fuirosos                      | Montnegre                | Cataluña | Barcelona | A          | Vía ferrata privada de iniciación en el parque natural de Montnegre i Corredor. Cuesta 5€ y cuenta con una tirolina.                                         |
| Vía Ferrata Roca Blanca                               | Sant Carles de la Ràpita | Cataluña | Tarragona | C          | Corta aunque espectacular vía ferrata con un largo y vertiginoso flanqueo.                                                                                   |
| Vía Ferrata Ulldecona                                 | Ulldecona                | Cataluña | Tarragona | D          | 10 tramos de vía con un par de rápeles que pondrán a prueba la resistencia de tus brazos.                                                                    |
| Vía Ferrata Penyaflor                                 | Penyaflor                | Cataluña | Tarragona | B          | Fácil vía ferrata con varios puentes que permite una subida a la cima de Penyaflor. Recientemente ampliada.                                                  |
| Vía Ferrata Cinglera del Resistent (Turó del Marqués) | Castellbell i el Vilar   | Cataluña | Barcelona | D          | Una vía ferrata equipada en una pared rocosa de poca altura haciendo largos flanqueos con varios desplomes atléticos.                                        |
| Vía Ferrata Castellot                                 | Castellví de la Marca    | Cataluña | Barcelona | B          | Una corta vía ferrata que permite subir a Castellot recient reequipada.                                                                                      |
| Vía Ferrata Lucky Txei                                | Sant Llorenç de Munt     | Cataluña | Barcelona | B          | Corta y escondida vía ferrata sin cable de vida que supera un desnivel de unos 25-30 m.                                                                      |
| Vía Ferrata Puig de la Força                          | Tavertet                 | Cataluña | Barcelona | B          | Vía reequipada después algún tiempo, tiene cadenas, cuerdas y clavijas sueltas.                                                                              |
| Vía Ferrata del Bisbe                                 | Santa Linya              | Cataluña | Lérida    | B          | Retorno para cuando se vuelve de la zona de L'Agulla del Bisbe.                                                                                              |
| Vía Ferrata Extasy of Flying                          | Cambrils                 | Cataluña | Lérida    | A          | Vía ferrata de retorno del Barranco de Tentellatge. |
| Vía Ferrata Canal de Magí                             | Els Ports                | Cataluña | Tarragona | K1         | Latrencanous Corta vía ferrata de subida para descenso de 3 barrancos secos de Els Ports.                                                                    |
| Vía Ferrata de Cresta del Sol                         | Sant Llorenç de Morunys  | Cataluña | Lérida    | A          | Vía ferrata de retorno después haber escalado la Cresta del Sol.                                                                                             |

### Vías ferratas enCastilla y León
| Nombre de la vía ferrata      | Pueblo                  | Región          | Provincia | Nivel | Resumen de la vía |
| ----------------------------- | ----------------------- | --------------- | --------- | ----- | --- |
| Ranero I - Huerta del Rey     | Huerta del Rey          | Castilla y León | Burgos    | K2-K3 | La vía está dividida en dos tramos: el primero es más horizontal y cuenta con un paso algo aéreo que da a la carretera, nada más empezar. Tras un breve descenso se accede a una pequeña cueva formada por unos riscos donde la roca se ha desgastado hasta hacer un agujero suficientemente grande para poder pasar. Se sale a un puente de tres cables (uno para pies, y dos para manos) de aproximadamente 7’5 m, además de la línea de vida. A continuación hay una zona de travesía por el monte (equipada con cable de seguridad) que da acceso a la segunda parte. La segunda parte empieza con un ascenso por una laja de piedra vertical y algo inclinada con una inscripción (“Huerta de Rey”) a la que siguen dos puentes, ambos bastante consecutivos y expuestos, con cierto patio a su salida. Se llega a un pequeño plano donde en travesía se llega a la base de la escala de cable de acero. (Aquí se puede comenzar la ampliación “Vía Ranero II”, o continuar por el plano antes de salir por el escape). Para coronar el final de la vía hay que ascender por una escala aérea que le da un toque de K3. La vía cuenta con 2 escapes, uno entre vías y otro que esquiva la escala. El descenso se realiza por una senda marcada por hitos, en horizontal hacia la izquierda, que lleva a la estatua del águila y desde allí se desciende al principio de la ferrata. |
| Ranero II - Huerta del Rey    | Huerta del Rey          | Castilla y León | Burgos    | K4    | La ampliación empieza con una escalada alternando presas y grapas, generando una experiencia similar a la escalada en rocódromo de grado V. Seguidamente nos encontramos un puente/ trapecio al que también se puede acceder desde el final del primer puente del segundo tramo de la primera vía, esquivando así la escala. Después del trapecio hay una bajada dura con cadena y apoyos de escalones, esta puede ser asegurada desde arriba (hay una reunión para asegurase entre compañeros o bien para bajarla en rápel). Después tenemos una zona horizontal con pocos escalones que obligan a apoyarse en presas de escalada para avanzar. Alcanzamos un pequeño péndulo de 2’5m, y para terminar esta sección, un pequeño tramo de desplome duro que da acceso a un bonito puente de palos. Justo antes del desplome hay otra reunión donde se puede montar un rápel y escapar de la vía. Al pasar el puente de palos nos encontramos con una travesía horizontal que nos da acceso a una subida algo desplomada y a su vez da acceso a otra travesía un poco más aérea de aproximadamente 5m. De seguido enlazamos con otro puente de dos cables más línea de vida aproximadamente 9m., que da paso a la zona final subiendo por una pequeña canal, una vez arriba podemos seguir o escapar hacia la zona de la escala (vía Ranero I), donde también podremos elegir si subir o escapar por completo. Si seguimos por el “Ranero II” nos encontramos un slackline o cuerda tensa, con un solo cable como línea de vida y un cinta para pasar en equilibrio. Las dos vías finalizan en el mismo punto |
| Ferrata de La Pasarela        | Espeja de San Marcelino | Castilla y León | Soria     | A-C   | Primera de Castilla y León. Iniciada en 2008, Ampliada en 2012 (con incremento de la dificultad). Finalizada en 2014 |
| Vía ferrata Posada de Valdeón | Cordiñanes de Valdeón   | Castilla y León | León      | A-D   | Vía ferrata en los Picos de Europa en el Valle de Valdeón construida en 2016. Espectaculares vistas e impresionante puente tibetano sobre el río Cares. Se puede hacer completa, dificultad k4, o salir a la mitad por la zona de escalada de Cordiñanes, dificultad k3. |
| Ferrata La Graja              | Duruelo de la Sierra    | Castilla y León | Soria     | A-C   | Vía ferrata inaugurada el 10 de julio de 2019, tiene 2 trayectos, uno de iniciación (K1) y otro más dificultoso (K3), desde ella se tienen espectaculares vistas del término municipal de Duruelo de la Sierra y gran parte de la provincia de Soria. |

### Vías ferratas enCastilla-La Mancha
| Nombre de la vía ferrata        | Pueblo      | Región             | Provincia   | Nivel | Resumen de la vía |
| ------------------------------- | ----------- | ------------------ | ----------- | ----- | --- |
| Vía ferrata de Priego           | Priego      | Serranía de Cuenca | Cuenca      | A-D   | La vía ferrata de Priego cuenta con dos itinerarios uno fácil, apto para niños desde 1 metro 20 cm, denominado "Estrecho de Priego" y otro de nivel superior denominado "Las Buitreras". Consta de escaleras, un puente tibetano, pasos de monos y pasos horizontales. |
| Vía ferrata Boca del Infierno   | Sacedón     | Guadalajara        | Guadalajara | A-C   | Vía ferrata situada sobre el embalse de Entrepeñas. Nivel de dificultad k3-k4, cuenta con pasos horizontales, verticales, pasos de monos y una tirolina de unos 30 metros.                                                                                             |
| Vía ferrata Piedra del Castillo | Fuertescusa | Serranía de Cuenca | Cuenca      | K2    | 145 metros. http://www.losbarrancosmultiaventura.es/archivos/actividades/56/panel.pdf |
| Vía ferrata Asalto al Castillo  | Fuertescusa | Serranía de Cuenca | Cuenca      | K4    | 110 metros. http://www.losbarrancosmultiaventura.es/archivos/actividades/56/panel.pdf |

### Vías ferratas enCantabria
| Nombre de la vía ferrata  | Localidad              | Región    | Provincia | Dificultad     | Resumen de la vía                                                                             |
| ------------------------- | ---------------------- | --------- | --------- | -------------- | --------------------------------------------------------------------------------------------- |
| Vía ferrata de La Hermida | La Hermida             | Cantabria |           | A-D            | . Posee un puente tibetano de 35 metros y otro de tablas de 100 m de longitud.                |
| Vía ferrata el Risco      | Matienzo               | Cantabria |           | Difícil+ / MD- | . Un tanto vertical como horizontal (flanqueo), Opcional: Puente nepalí de 2 cables           |
| Vía ferrata el Cáliz      | Ramales de la Victoria | Cantabria |           | Difícil        | . Itinerario tanto vertical como horizontal (flanqueo), Opcional: Puente tibetano de 3 cables |
| Vía ferrata del Calera    | Ramales de la Victoria | Cantabria |           | K4 / Difícil   | . Obstáculos: 2 puentes,1 tirolina. Desnivel: 60 m. Recorrido: 350 m. Horario: 2 h.           |

### Vías ferratas enAndalucía
| Nombre de la vía ferrata           | Pueblo                  | Región    | Provincia | Nivel | Resumen de la vía |
| ---------------------------------- | ----------------------- | --------- | --------- | ----- | --- |
| Vía ferrata de Castillo Locubín    | Castillo Locubin (Jaén) | Andalucía | Jaén      | A-D   | . Posee un puente tibetano de 25 metros y otro nepalí de 8 m de longitud. |
| Vía ferrata de Moclín              | Moclín                  | Andalucía | Granada   | A-D   | Posee un puente tibetano de 25 metros, otro nepalí de 8 m de longitud y finaliza con una tirolina de 22 metros, por lo que es necesaria la utilización de poleas |
| Vía ferrata Los Vados              | Vélez de Benaudalla     | Andalucía | Granada   | A-D   | Archivado el 27 de agosto de 2016 en Wayback Machine.. Es una vía ferrata cordata que no cuenta con cable de vida pero de dificultad media. |
| Vía Ferrata Camorro 1 Escaleruela  | Antequera               | Andalucía | Málaga    | K4    | . Es una vía ferrata divertida y con una pequeña tirolina. Se ha de vigilar el estado de las instalaciones. |
| Vía Ferrata Camorro 2 Alto Antigua | Antequera               | Andalucía | Málaga    | K3    | . La primera vía ferrata de Andalucía que nos lleva a la espectacular cima de Camorro Alto con vista a todo Sierra de Torcal |
| Vía Ferrata Camorro 3 Crestera     | Antequera               | Andalucía | Málaga    | K5    | . Es una vía ferrata deportiva y con muchos desplomes de continuidad |
| Vía Ferrata Camorro 4 Techo        | Antequera               | Andalucía | Málaga    | K6    | . Es una vía ferrata muy explosiva que tiene que superar un techo y múltiples desplomes |
| Vía Ferrata del Chorro             | Álora                   | Andalucía | Málaga    | K3    | Acceso desde la aldea del Chorro, a la salida del Caminito del Rey. Con titolina, puente tibetano y puente mono. Recorrido largo. Desnivel alto. Bien equipada. Vistas impresionantes. Retorno de 45 minutos y algo expuesto.                                                |
| Vía Ferrata Casares I              | Casares                 | Andalucía | Málaga    | K2    | Sencilla, con un pasamanos extraplomado. A 5 metros del final está el inicio de Casares II |
| Vía Ferrata Casares II             | Casares                 | Andalucía | Málaga    | K2    | Sencilla, con dos puentes mono, uno de ellos peculiar por lo distanciado horizontalmente del cable de seguridad más bajo con respecto al cable de apoyo de los pies |
| Vía Ferrata de Atajate             | Atajate                 | Andalucía | Málaga    | K2    | Muy próxima al municipio. Sencilla. Con un extraplomo suave inicial, un puente mono y un puente tibetano. Los fines de semana por la noche se ilumina de forma artificial el monte en el que está, y por ello también la ferrata. Retorno sencillo por senda bien señalizada |
|                                    |                         |           |           |       | |

### Vías ferratas en elPaís Vasco
| Nombre de la vía ferrata | Pueblo | Región     | Provincia | Nivel | Resumen de la vía                                    |
| ------------------------ | ------ | ---------- | --------- | ----- | ---------------------------------------------------- |
| Vía Ferrata de Sobrón    | Sobrón | País Vasco | Álava     | B-C-D | Vía ferrata que transcuerre por una estrecha cresta. |

### Vías ferratas enNavarra
| Nombre de la vía ferrata | Pueblo          | Región  | Provincia | Nivel | Resumen de la vía                                      |
| ------------------------ | --------------- | ------- | --------- | ----- | ------------------------------------------------------ |
| Vía Ferrata de Bearzun   | Bearzun, Baztán | Navarra |           | B     | Vía ferrata de un parque de aventuras.                 |
| Vía Ferrata de Larraona  | Larraona        | Navarra |           | B     | Corta vía ferrata que recorre un bonito bosque Urbasa. |

## Listado de vías ferratas enAndorra
Niveles: A=fácil a E=muy difícil
| Nombre de la vía ferrata                     | Localidad            | Región  | Provincia | Dificultad | Resumen de la vía                                                          |
| -------------------------------------------- | -------------------- | ------- | --------- | ---------- | -------------------------------------------------------------------------- |
| Vía ferrata Roc de Quer                      | Canillo              | Andorra |           | D          | Llamada la directísima goza de un extremo paso vertical.                   |
| Vía ferrata Racons                           | Canillo              | Andorra |           | D-E        | Vecina al Roc de Quer es incluso más exigente.                             |
| Vía ferrata Canal de la Mora                 | Canillo              | Andorra |           | A          | Camino equipado en el canal. Para iniciarse.                               |
| Vía ferrata Roc del Gos                      | Canillo              | Andorra |           | D-E        | Corta pero explosiva vía ferrata que empieza de la misma Canal de la Mora. |
| Vía ferrata Canal del Grau                   | Canillo              | Andorra |           | C          | Continuación de Racons, es divertida y exigente.                           |
| Vía ferrata Coll dels Isards                 | Pas de la Casa       | Andorra |           | A          | Dos ferratas de iniciación en la alta montaña.                             |
| Vía ferrata Bony d'Envalira                  | Pas de la Casa       | Andorra |           | C          | Vía ferrata de alta montaña.                                               |
| Vía ferrata del Roc de la Coma d'Erts        | Erts                 | Andorra |           | B          | Ferrata de nivel medio bastante larga                                      |
| Vía ferrata del Roc d'Esquers                | Escaldes d'Engordany | Andorra |           | B-C        | Larga vía ferrata con pasos variados y atléticos.                          |
| Vía ferrata del Tossal Gran d'Aixovall       | Aixovall             | Andorra |           | B          | A pie de carretera, ideal para iniciarse.                                  |
| Vía ferrata de Sant Vicenç d'Enclar          | Andorra la Vieja     | Andorra |           | B-C        | Vía ferrata variada y entretenida.                                         |
| Vía ferrata Clots d'Aspra o Cortals d'Encamp | Encamp               | Andorra |           | A          | Vía ferrata muy fácil!                                                     |
| Vía ferrata Segudet                          | Ordino Arcalís       | Andorra |           | A          | Ferrata de iniciación                                                      |
| Vía ferrata Creu del Noral                   | Ordino Arcalís       | Andorra |           | A          | Ferrata de iniciación                                                      |

## Listado de vías ferratas enMéxico
Niveles: A=fácil a E=muy difícil
| Nombre de la vía ferrata | Localidad      | Región     | Provincia | Dificultad | Resumen de la vía        |
| ------------------------ | -------------- | ---------- | --------- | ---------- | ------------------------ |
| Vía ferrata Huasteca     | Santa Catarina | Nuevo León |           | D          | Llamada la ruta Vértigo. |

## Galería de imágenes de la vía ferrata de Sacs

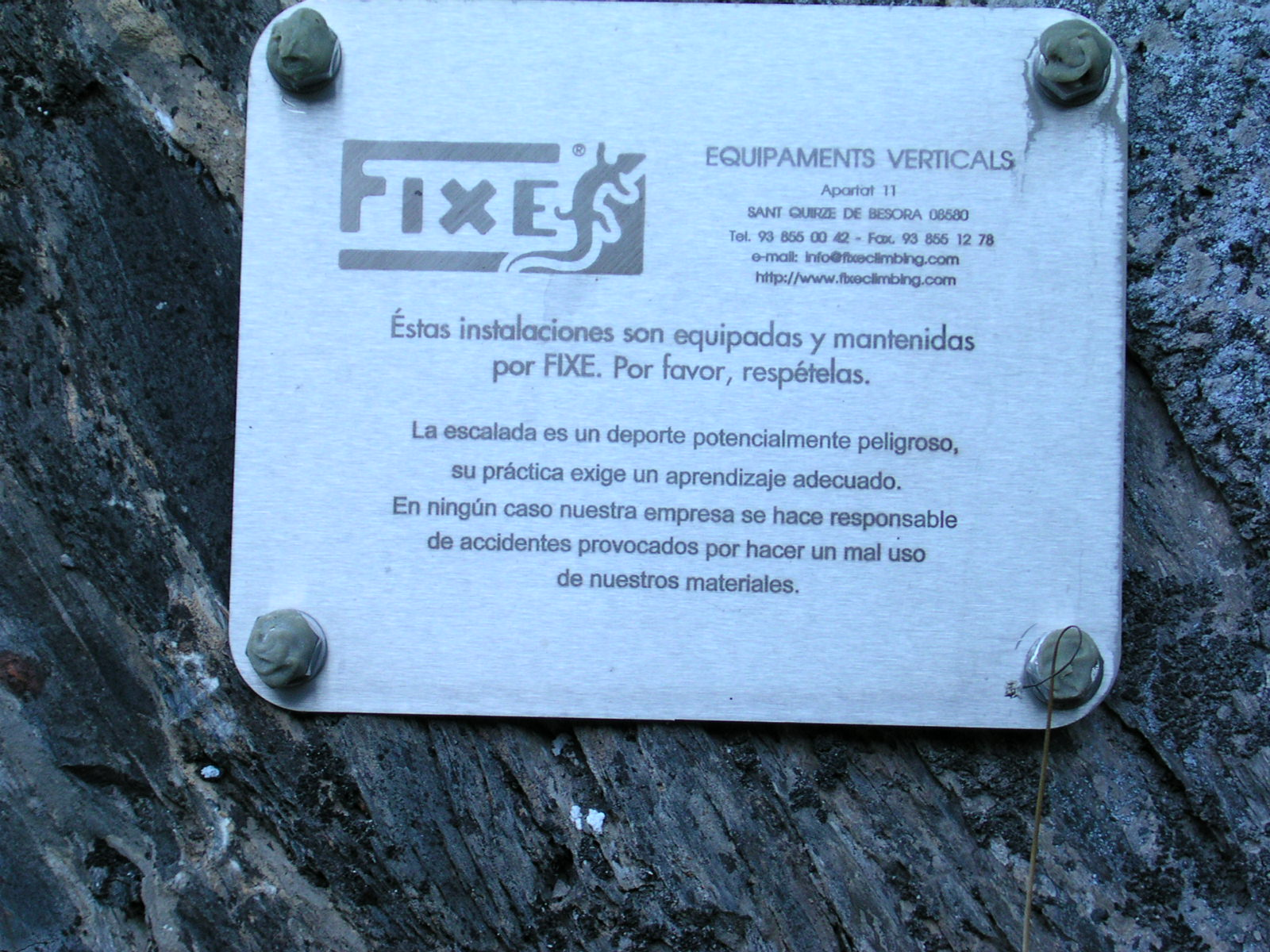
Aviso en la vía ferrata de Sacs
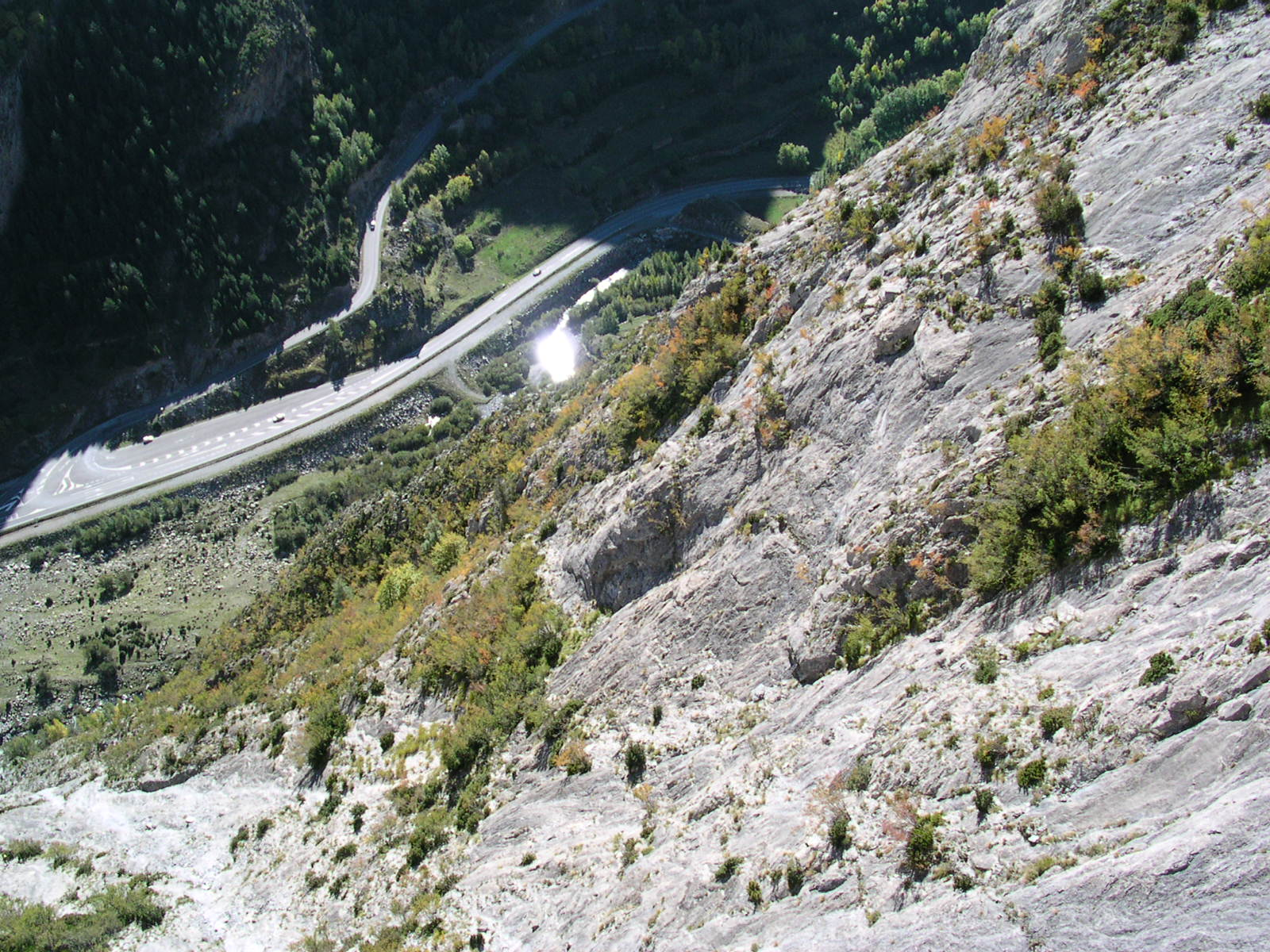
Bifurcación de Benasque Cerler
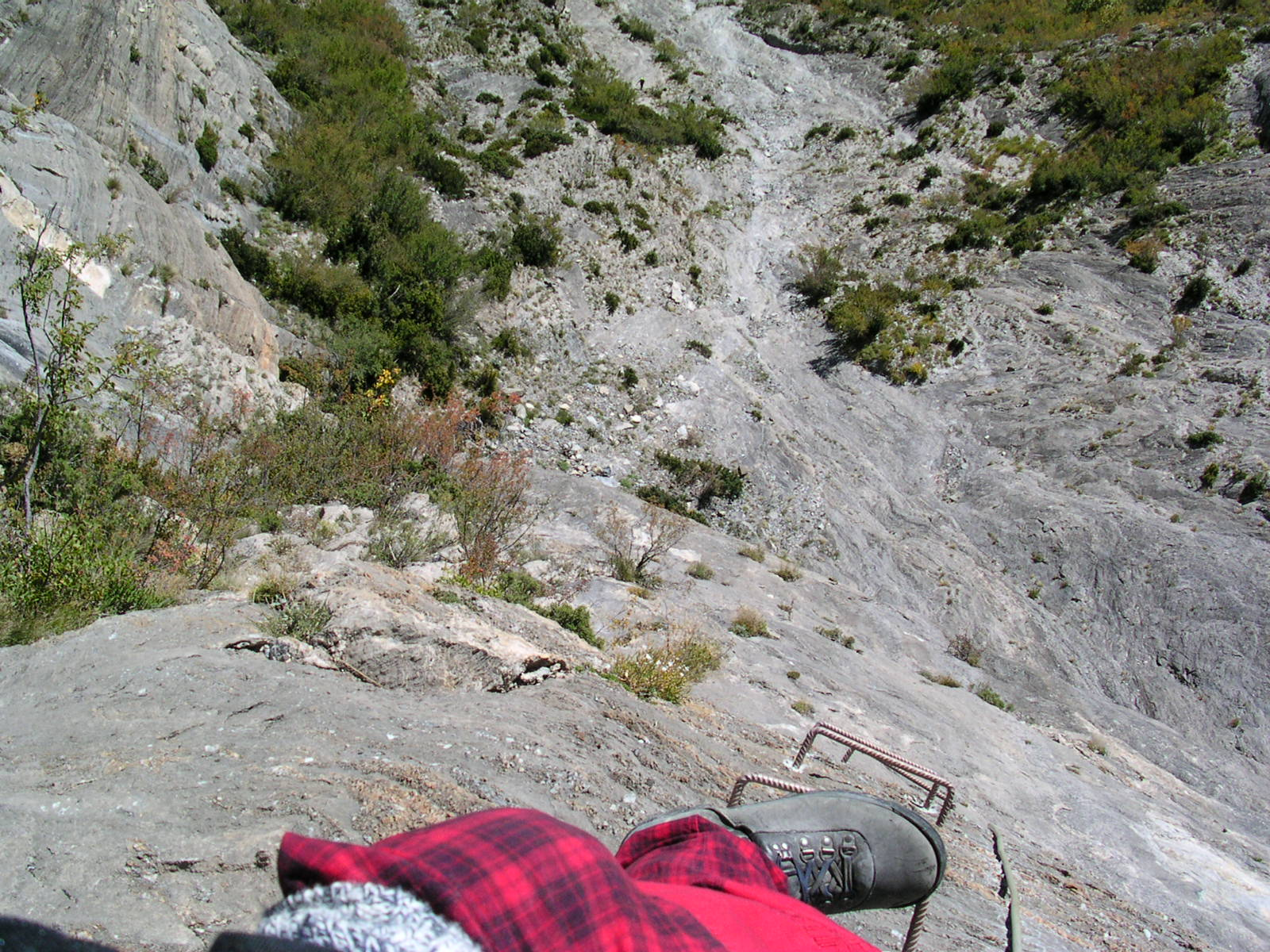
Vista hacia abajo desde la vía ferrata
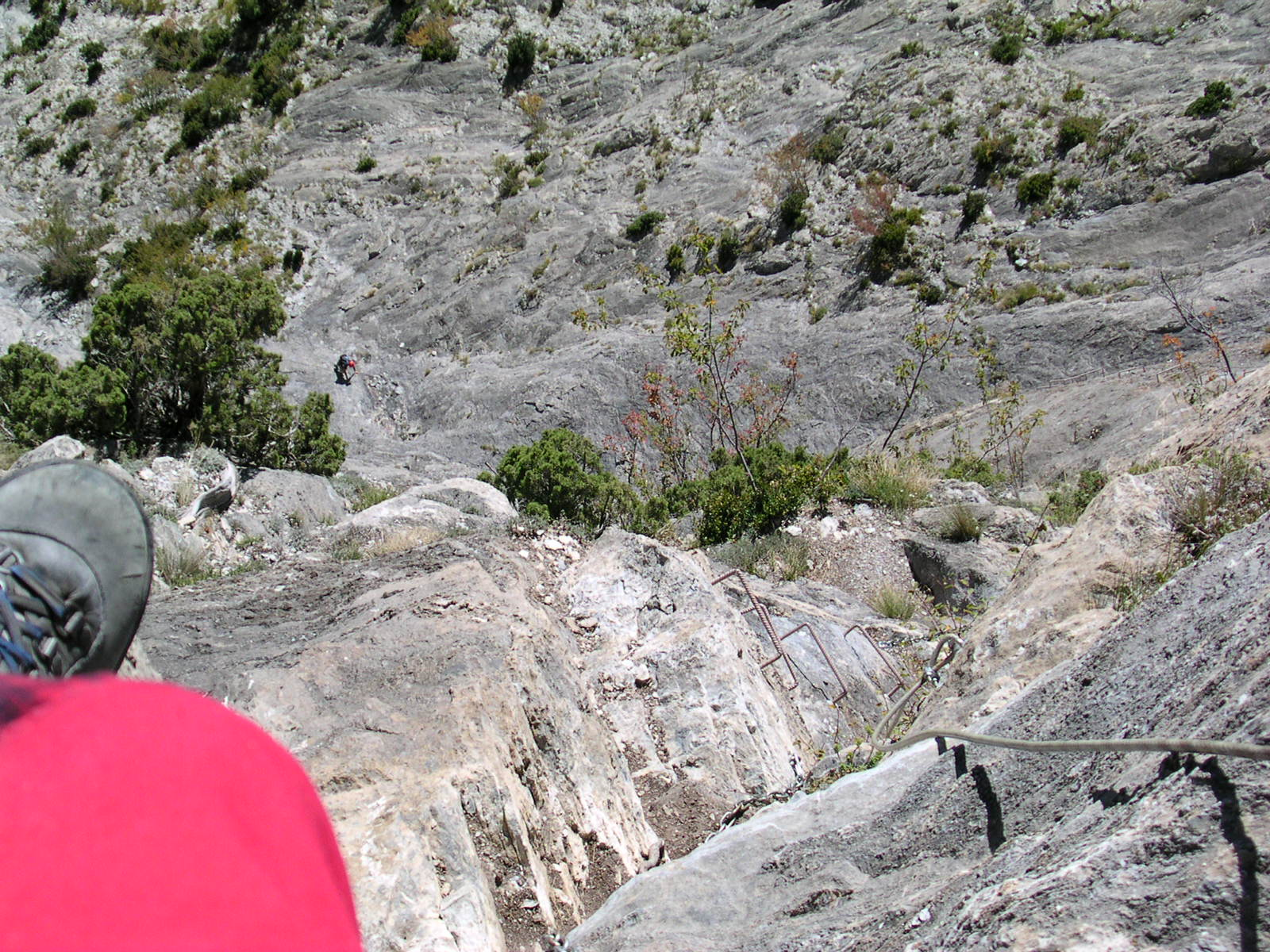
El reto
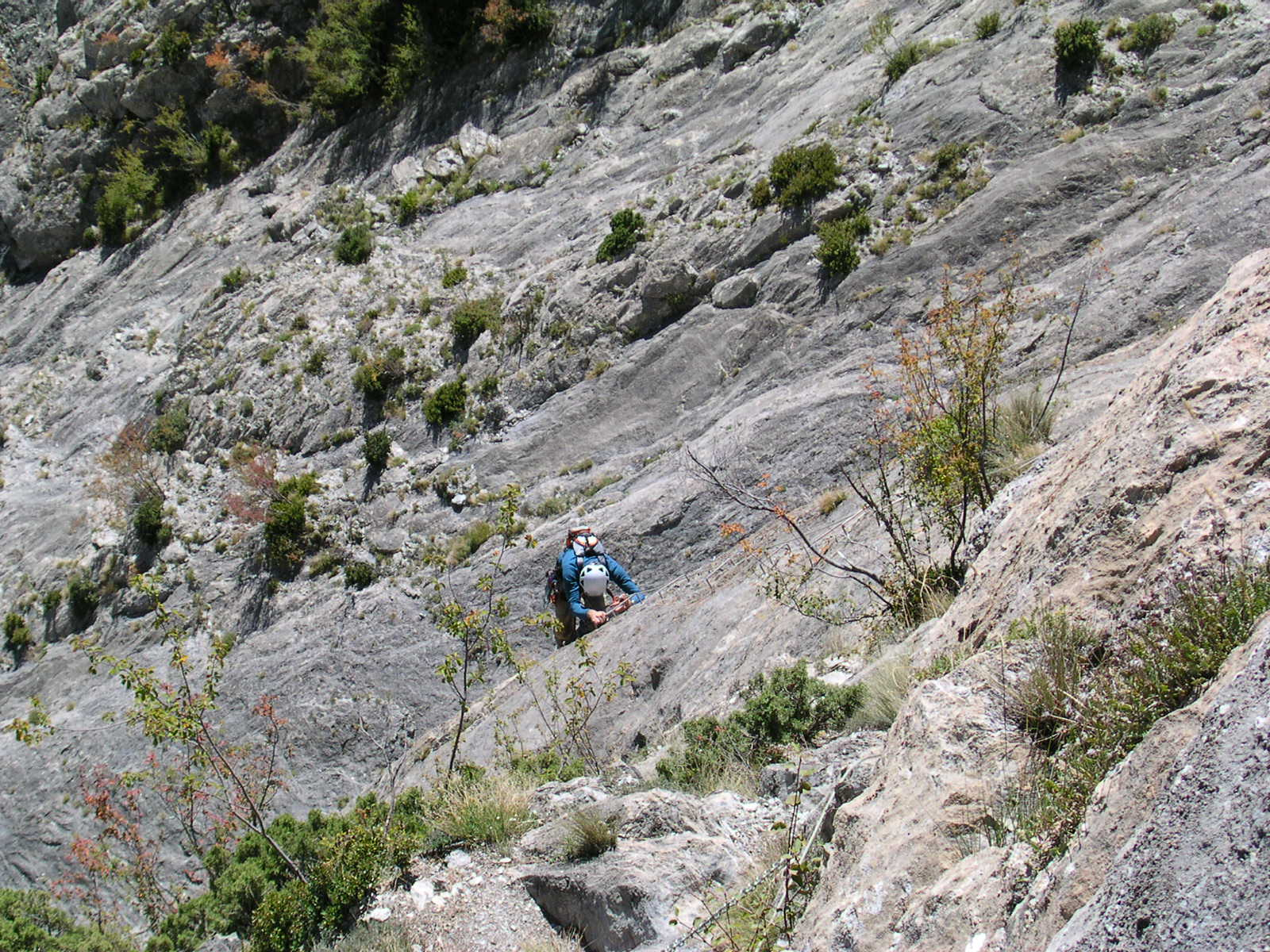
Vista de la vía ferrata
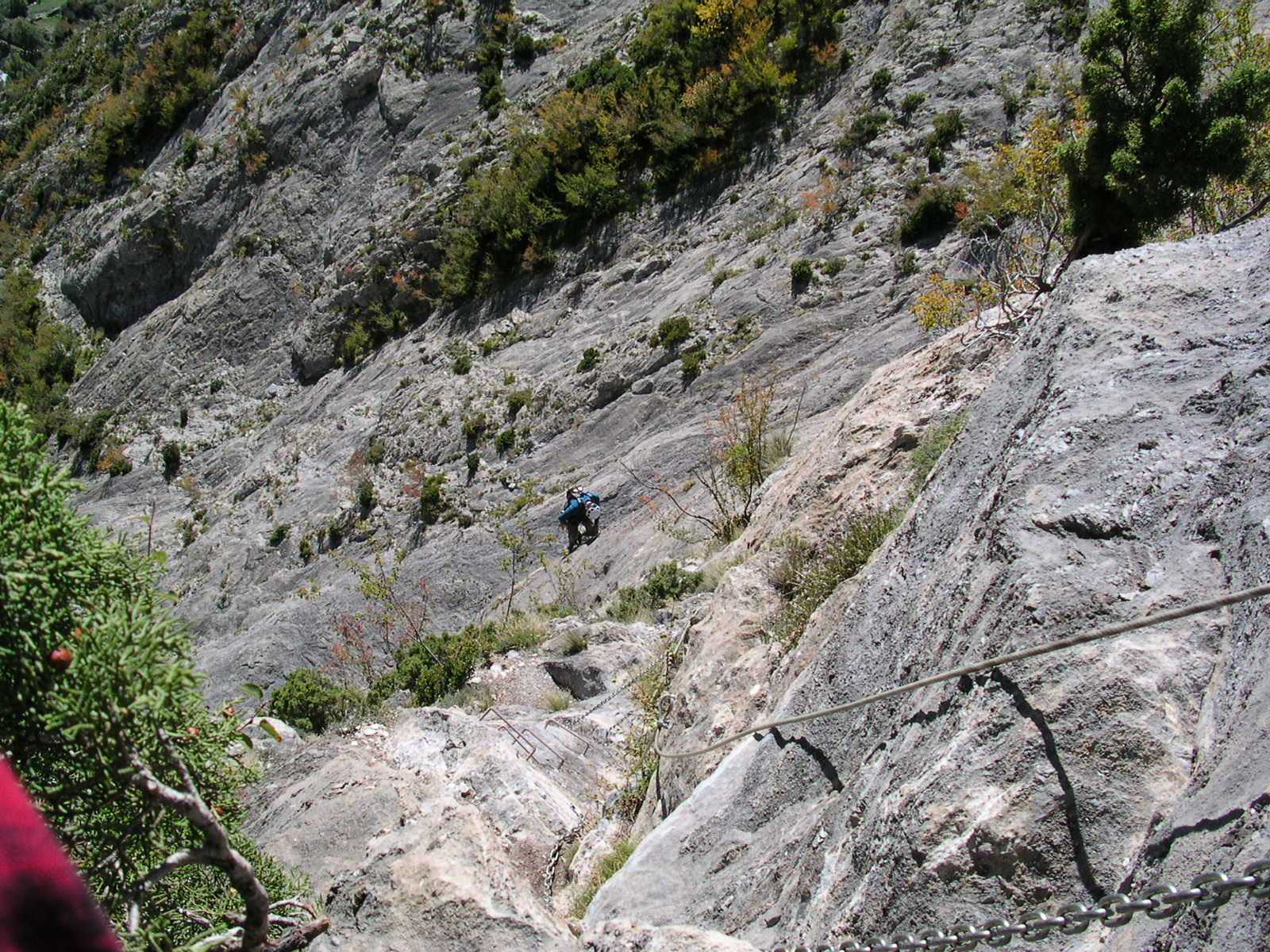
Metro siguiente
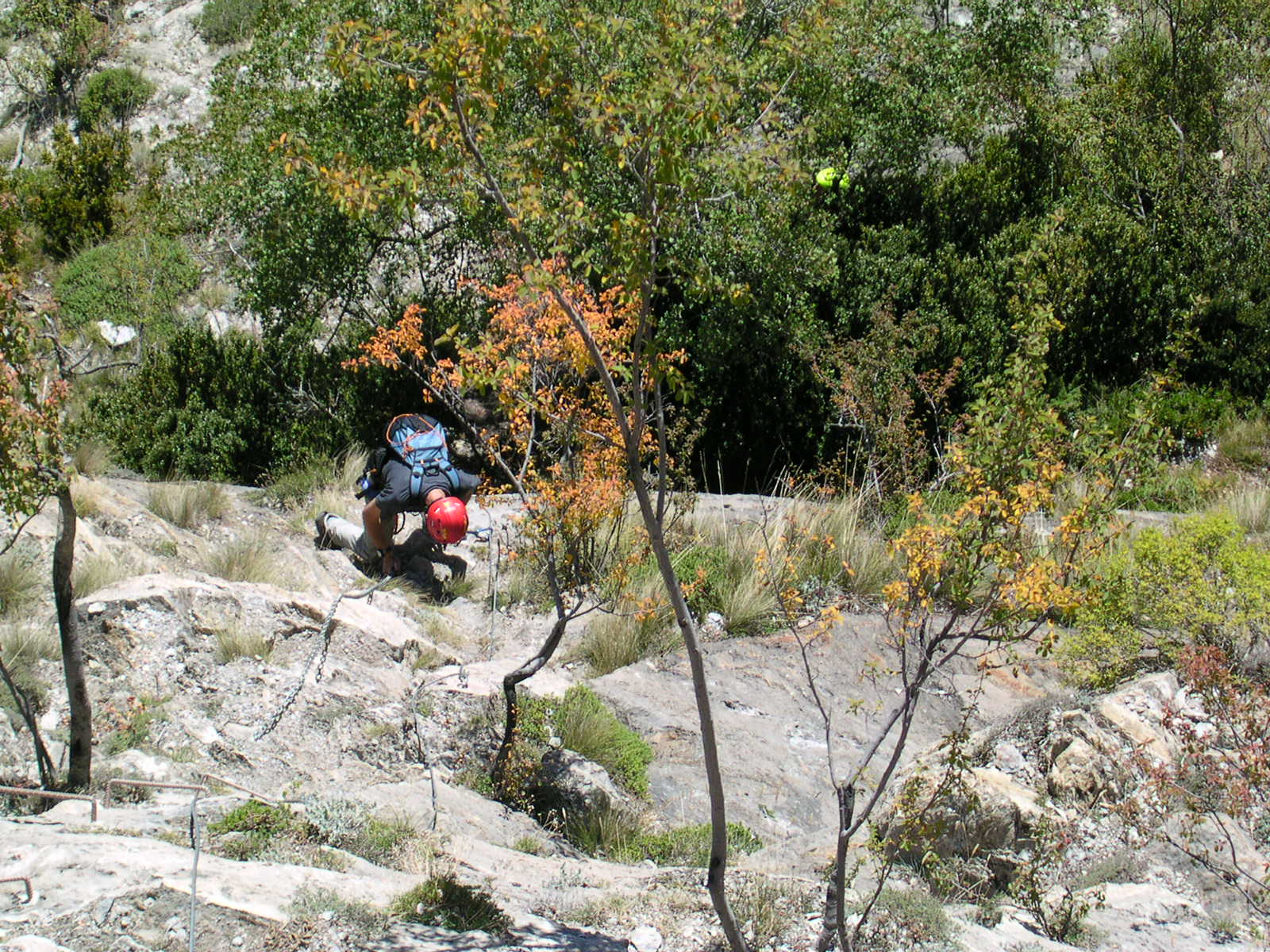
Vía ferrata de Sacs
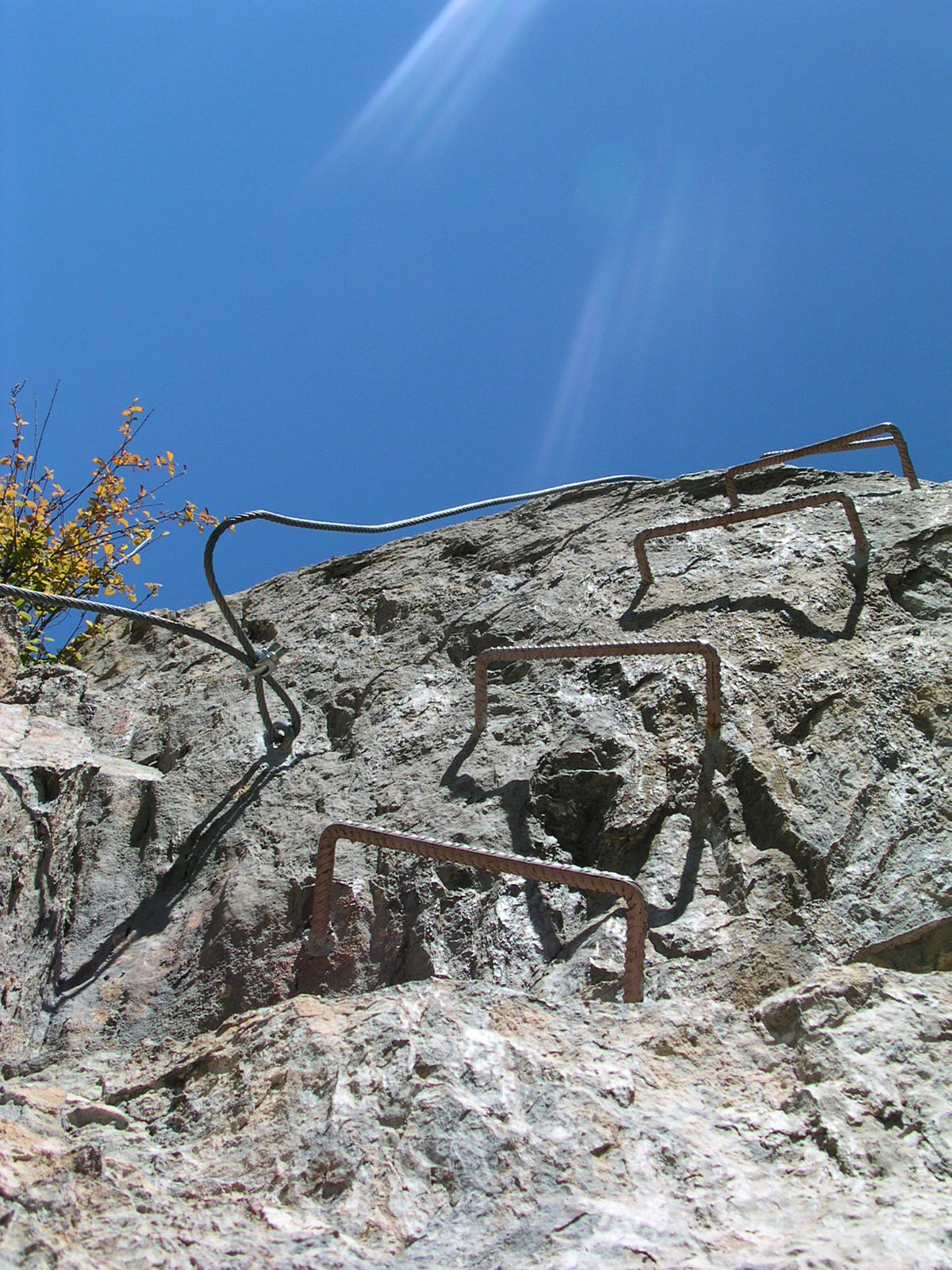
Último tramo de la vía ferrata de Sacs